# Omero Marongiu-Perria
Pour les articles homonymes, voir Marongiu.
Omero Marongiu-Perria, né le 13 décembre 1969 à Valenciennes, dans le département du Nord, est docteur en sociologie, chercheur et théologien, spécialiste de l'islam en France.

## Biographie
Omero Marongiu-Perria naît en 1969 dans le Nord, dans une famille de mineurs d'origine italienne, de Sardaigne. Il étudie au lycée Henri-Wallon de Valenciennes, où il obtient son baccalauréat en 1987. Catholique, il fréquente l'église Sainte-Cécile de Raismes et est bénévole à la Jeunesse ouvrière chrétienne (JOC).
À 18 ans, il se converti à l'islam et entre à l'université Lille-I en sociologie. Il y obtient une Maîtrise puis un DEA de sociologie en 1996, option changement social. À partir de 1993, il milite au sein de l'association Jeunes musulmans de France (JMF). Il en fait un objet d'étude et prépare une thèse de doctorat en sociologie, sous la direction de Gabriel Gosselin, avec pour titre « L'islam au pluriel. Étude du rapport au religieux chez les jeunes musulmans dans le Nord de la France. » – tout en enseignant et animant des TD de sociologie dans les universités de Lille et d'Artois. Il soutient sa thèse en 2002, et est qualifié maître de conférences en 2004. En 2004, en désaccord avec les directives de l'UOIF, il démissionne du conseil d'administration des Jeunes musulmans de France.
II est chercheur associé à l'Institut de recherche sur le pluralisme religieux et l'athéisme (IPRA) et directeur scientifique de l'European Center for Leadership & Entrepreneurship Education (ECLEE). Il est membre statutaire du laboratoire Centre interdisciplinaire d’études sur l’islam dans le monde occidental (CISMOC), de l'université de Louvain et post-doc rattaché au laboratoire de recherche Groupe Sociétés, Religions, Laïcités (GSRL), unité mixte de recherche sous tutelle du CNRS et de l'École pratique des hautes études (EPHE/PSL).
Omero Marongiu-Perria est une figure de l'islam libéral en France, porté par une exégèse historico-critique du Coran et de la tradition prophétique,. Il est engagé dans le dialogue interreligieux en France, et notamment islamo-chrétien,,,. Par ailleurs, il s'intéresse aux rapports entre écologisme et islam, le végétarisme et les droits des animaux,,,,.

## Publications
- Omero Marongiu-Perria, Rouvrir les portes de l'islam, Atlande, 2017, 256 p. (ISBN 9782350304281, présentation en ligne)
- Omero Marongiu-Perria, En finir avec les idées fausses sur l'islam et les musulmans, Les Éditions de l'Atelier, 2017, 240 p. (ISBN 9782708253872, présentation en ligne)
- Omero Marongiu-Perria, Vincent Geisser et Kahina Smaïl, Musulmans de France, la grande épreuve, Les Éditions de l'Atelier, 14 septembre 2019, 312 p. (ISBN 9782708245174, présentation en ligne)
- Omero Marongiu-Perria (dir.), L'Islam et les animaux, Atlande, mai 2021, 192 p. (ISBN 9782350306551, présentation en ligne)
- Omerro Marongiu-Perria, Baudouin Heuninckx, Faker Korchane et Michael Privot, Qu'est-ce qu'un islam libéral, Atlande, octobre 2022, 256 p. (ISBN 9782350308197, présentation en ligne)
- Omera Marongiu-Perria, L'Amour de Dieu dans le Coran, Atlande, juin 2023, 150 p. (ISBN 9782350308869, présentation en ligne)